# 559 Nanon
Az 559 Nanon egy a Naprendszer kisbolygói közül, amit Max Wolf fedezett fel 1905. március 8-án.